# رسالة يوحنا الأولى
رسالة يوحنا الأولى هي إحدى أحد أسفار العهد الجديد التي تصنف ضمن رسائل الكاثوليكون وهي منسوبة إلى يوحنا أحد رسل المسيح الإثنا عشر، والرسالة قريبة جدا من الأفكار اللاهوتية المطروحة في إنجيل يوحنا بل يذهب بعض باحثي الكتاب المقدس إلى أن هذه الرسالة هي خلاصة هذا الإنجيل، لم يذكر اسم يوحنا في كامل نص السفر ولم توجه الرسالة إلى شخص معين أو جماعة مسيحية محددة ولكنها موجهة من شيخ أو من أب روحي ذو خبرة إيمانية عميقة إلى أولاده الذين تجمعهم به أواصر المحبة والإيمان المشترك، فهي إذا رسالة رعوية عامة.

## الأفكار اللاهوتية المتشابهة بين إنجيل يوحنا وهذه الرسالة
1. الابن الوحيد نزل من السماء ليرفع خطايا البشر (يوحنا 1 : 29، 3 : 16) و (1رسالة يوحنا 3 : 5)
2. إزلية المسيح الكلمة (يوحنا 1 : 1 – 2) و (1 رسالة يوحنا 1 : 1 – 2)
3. الكلمة بتجسده وهب الحياة لكل من يؤمن به (يوحنا 1 : 14، 10 : 10) و (1 رسالة يوحنا 4 : 2 – 9)
4. المسيح ينقل من يؤمن به من الموت إلى جادة الحياة (يوحنا 5 : 24) و (1 رسالة يوحنا 3 : 14)
5. الشيطان هو أبو الكذابين والخطأة (يوحنا 8 : 44) و (1 رسالة يوحنا 3 : 13، 4 : 5 – 6)
6. من أهم صفات المؤمنين المحبة (يوحنا 13 : 34 – 35، 15 : 12 – 17) و (رسالة يوحنا 2 : 7 – 11، 3، 4)

## مضمون الرسالة
- تجسد الكلمة (1 : 1 – 4)
- الله نور ومن يؤمن به يجب أن يسلك في نوره (1 : 5 – 10)
- التذكير بوصية المسيح القديمة وهي المحبة (2 : 1 – 14)
- التحذير من التعلق بشهوات العالم الزائلة وتنبيه كاتب الرسالة المؤمنين مِن مَن يصفهم بأضداد المسيح (2 : 15 – 29)
- محبة الله رفعت المؤمنين به إلى مرتبة البنوة (3 : 1 – 10)
- المحبة التي يظهرها الله للبشر به تفرض عليهم بأن يحبوا بعضهم بعضا (3 : 11 – 24)
- التحذير من الانبياء الكذبة الذين يضلون البشر (4 : 1 – 6)
- من يبغض أخاه الإنسان فهو لايحب الله أيضا (4 : 7 – 21)
- الله الآب يشهد لابنه الوحيد (5 : 1 – 12)
- وصايا ختامية (5 : 13 – 21)

## التأليف
تم نسب تأليف رسالة يوحنا الأولى تقليديا إلى يوحنا الإنجيلي، في أفسس، عندما كان الكاتب مسنا. يشبه محتوى الرسالة ولغتها وأسلوبها المفاهيمي إلى حد كبير إنجيل يوحنا، رسالة يوحنا الثانية، والثالثة، مما يشير إلى أنهم كتبوا من قبل المؤلف نفسه. في نهاية القرن التاسع عشر كتب العالم إرنست ديويت برتون أنه لا يمكن أن يكون هناك «شك معقول» في أن الرسالة والإنجيل كتبهما نفس المؤلف، وقد قال آموس ويلدر: «لقد وافق التقليد المسيحي المبكر والغالبية العظمى من العلماء المعاصرين على التأليف المشترك لهذه الكتابات، حتى إذا لم يتم القبول بأن المؤلف هو يوحنا الرسول». هذه الرؤية للأغلبية تم تصويرها من قبل المصلح السويسري يوهانس أويكولامباديوس، الذي يشير في تلخيصه لمسيرة «الرسول الحبيب» إلى رسالته الأولى بأنها «أنقى إنجيل».
ومع ذلك، تحدى علماء معاصرون آخرون هذا الرأي. على الرغم من أن التأليف المشترك للرسائل الثلاث لا يزال مقبولًا بالإجماع تقريبًا، فقد أكد علماء من أمثال هاينريش يوليوس هولتزمان وسي إتش دود أن الرسالة والإنجيل كتبهما مؤلفان مختلفان. هناك حجتان رئيسيتان على الأقل لهذا الرأي. الأولى هي أن الرسالة غالبًا ما تستخدم اسم إشارة في بداية الجملة، ثم حرفا أو حرف عطف، يتبعه شرح أو تعريف لاسم الإشارة في نهاية الجملة، وهي تقنية أسلوبية لا تُستخدم في الإنجيل. والثانية هي أن مؤلف الرسالة «يستخدم الجملة الشرطية في مجموعة متنوعة من المجازات الخطابية غير المعهودة في الإنجيل».

## الفاصلة اليوحناوية
هي مقطع قصير ينظر إليه من قبل عامة العلماء على أنه مُضاف يوجد في معظم الترجمات الإنكليزية لرسالة يوحنا الأولى التي طبعت بين 1522 وحتى آخر القرن التاسع عشر بسبب الاعتماد على الطبعة الثالثة للنص المتلقى كمصدر وحيد للترجمة. حذفها المصلحون البروتستانت، أو قالوا إنها موضع شك.

### الكنيسة اليونانية وهرطقة السابالية
الكنيسة اليونانية الأرثوذكسية الشرقية واجهت مشكلة تدعي سابيلانيزم ووجدت أنه الأسهل لمواجهة التحدي بإزالة النصوص التي تسبب الخلاف من نسخ إنجيلهم، بين عام 200 الي 270 ميلاديه رجل يدعي سابيليس اعتقد بأن الأب والابن والروح القدس متطابقين. والناس الذين اعتقدوا بأن الأب والابن متطابقين أطلق عليهم باتريباسيانز أي معاناة الأب لأنهم آمنوا أن الأب والأب معًا على الصليب وكانوا يستخدمون هذا العدد ليؤكدوا أن الثالوث كان بالحقيقة شخص واحد. ونستطيع أن نري الكنيسة اليونانية الأرثوذكسيه لا تريد أي أعداد في إنجيلهم تقول أن الأب والابن والروح القدس واحد ويريدوا إظهار التميز في الثالوث ولذلك لا يريدوا هذا العدد في إنجيلهم

## نصوص مختلف فيها

### نصوص مختلفة في كلمات
وَنَكْتُبُ إِلَيْكُمْ هَذَا لِكَيْ يَكُونَ( فَرَحُكُمْ/ فرحنا) كَامِلاً . (رسالة يوحنا الرسول الأولى 1: 4) الترجمات العربي التي كتبت فرحكم ''الفانديك'' ''الحياة'' ''التي كتبت فرحنا ''السارة'' ''اليسوعية'' ''الكاثوليكية''

### نصوص مضافة او محذوفة
"وَنَعْلَمُ أَنَّ ابْنَ اللهِ قَدْ جَاءَ وَأَعْطَانَا بَصِيرَةً لِنَعْرِفَ الْحَقَّ. وَنَحْنُ فِي الْحَقِّ فِي ابْنِهِ يَسُوعَ الْمَسِيحِ. هذَا هُوَ الإِلهُ الْحَقُّ وَالْحَيَاةُ الأَبَدِيَّةُ." (رسالة يوحنا الرسول الأولى 5: 20) الترجمات العربي التي كتبت لنعرف الحق ''الفانديك'' ''المشتركة'' ''اليسوعية '' ''الكاثوليكية'' التي كتبت لنعرف الاله الحق ''الحياة'' ''البولسية'' 

## مواضيع ذات صلة
- يوحنا بن زبدي
- إنجيل يوحنا
- رسالة يوحنا الثانية
- رسالة يوحنا الثالثة
- رسائل الكاثوليكون
- الاختلافات النصية في رسالة يوحنا الأولى